# Viali di Circonvallazione (Firenze)

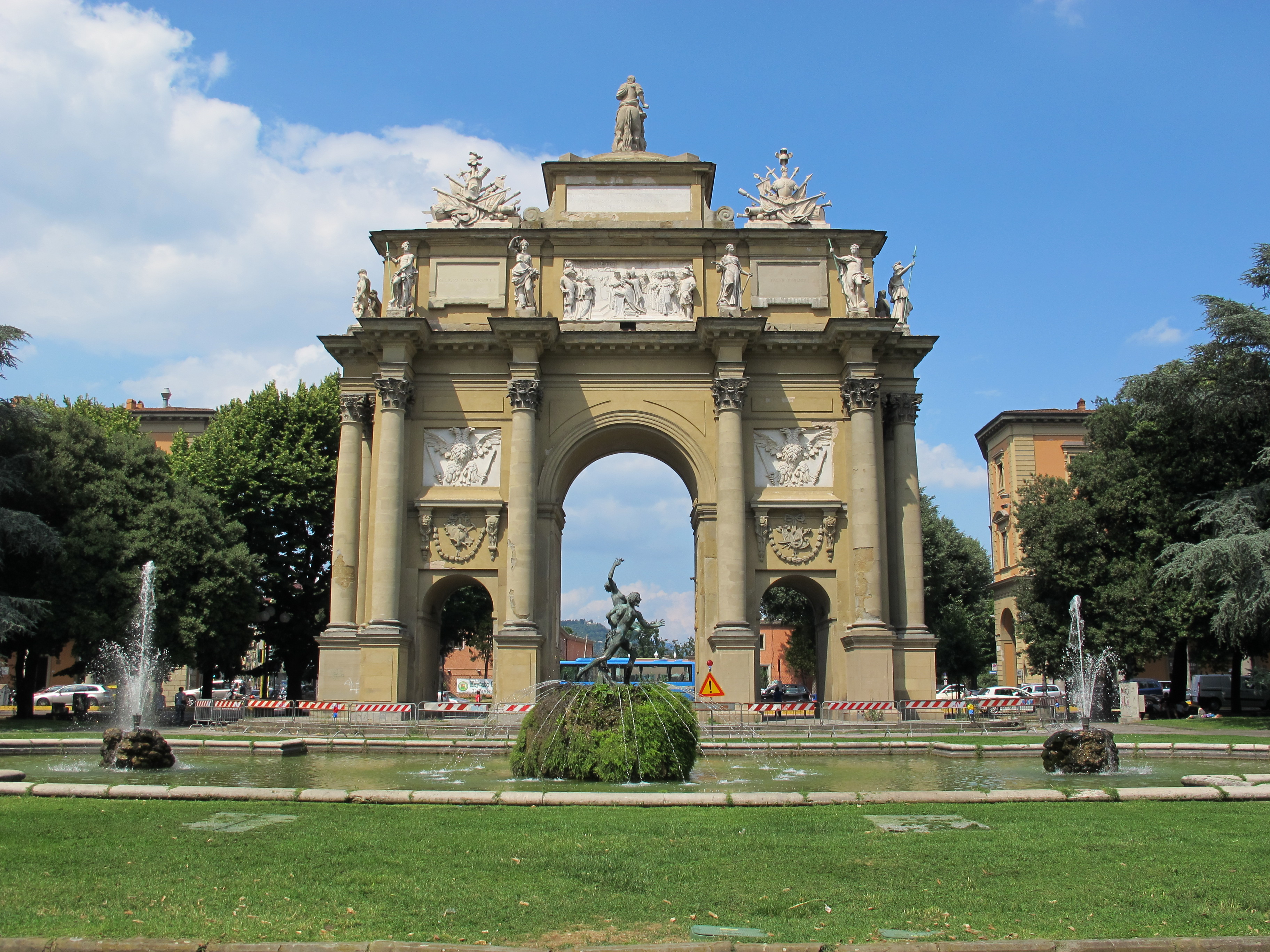
Piazza della Libertà

I viali di Circonvallazione di Firenze sono una serie di viali da quattro a sei corsie che circondano il centro di Firenze sulla sponda a nord dell'Arno. Appartengono amministrativamente al Quartiere 1 Centro Storico, costituendone il confine con il Quartiere 5 dalla Fortezza da Basso al Parterre e da lì fino all'Arno con il Quartiere 2. Rappresentano la zona di confine, inoltre, dell'area dichiarata Patrimonio dell'umanità dell'UNESCO.

## Storia

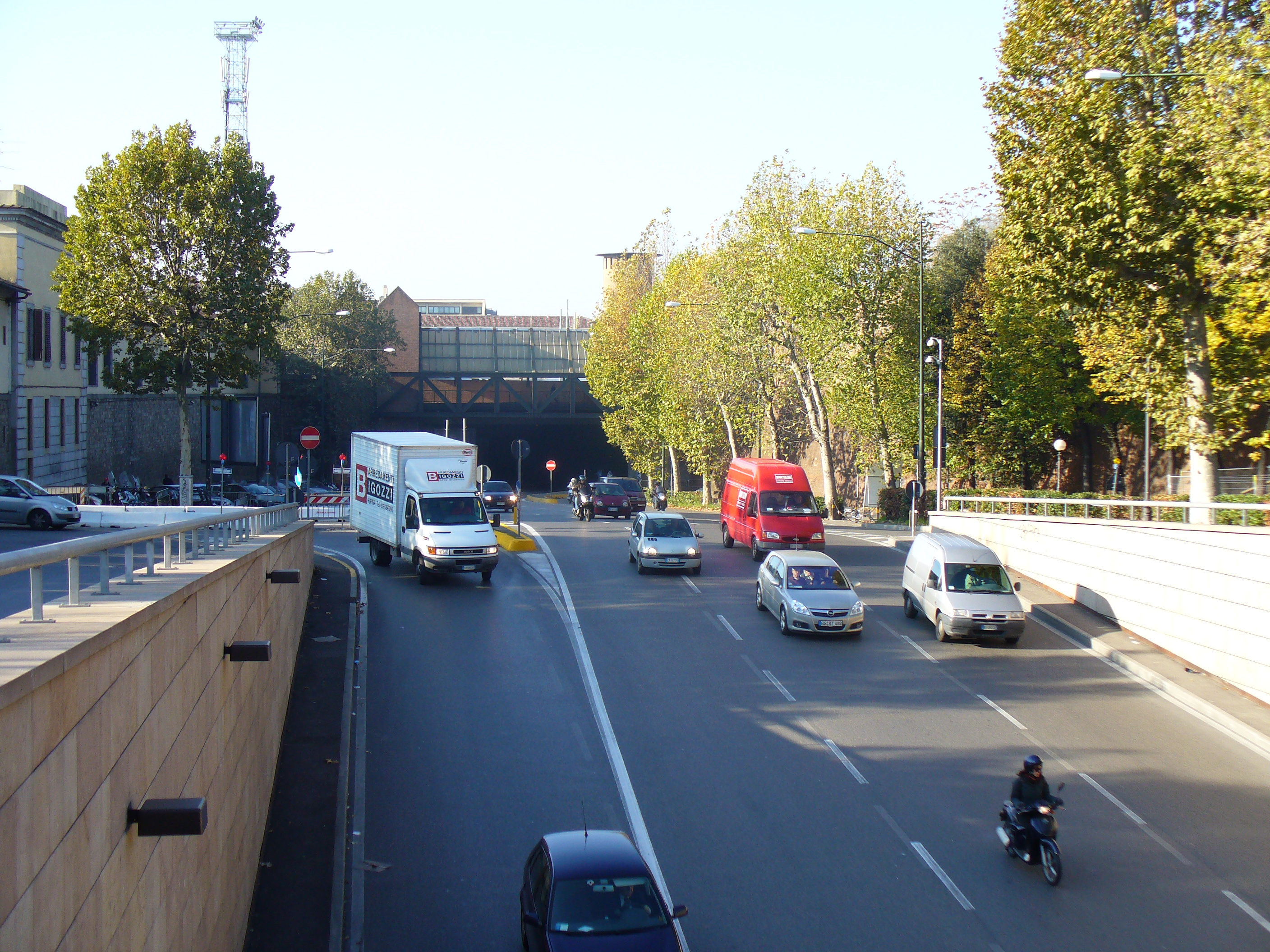
Il sottopassaggio del viale Strozzi

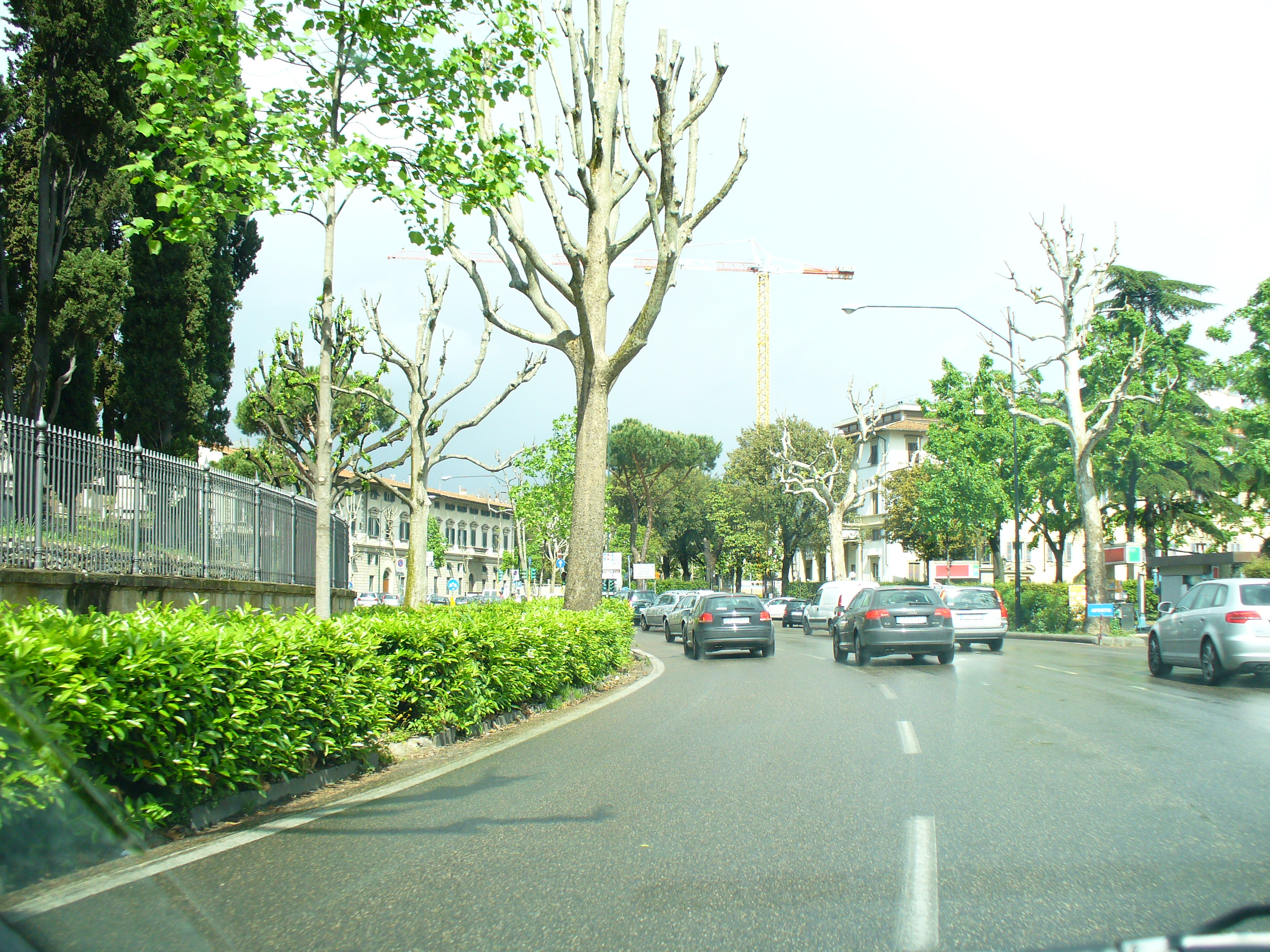
Piazzale Donatello

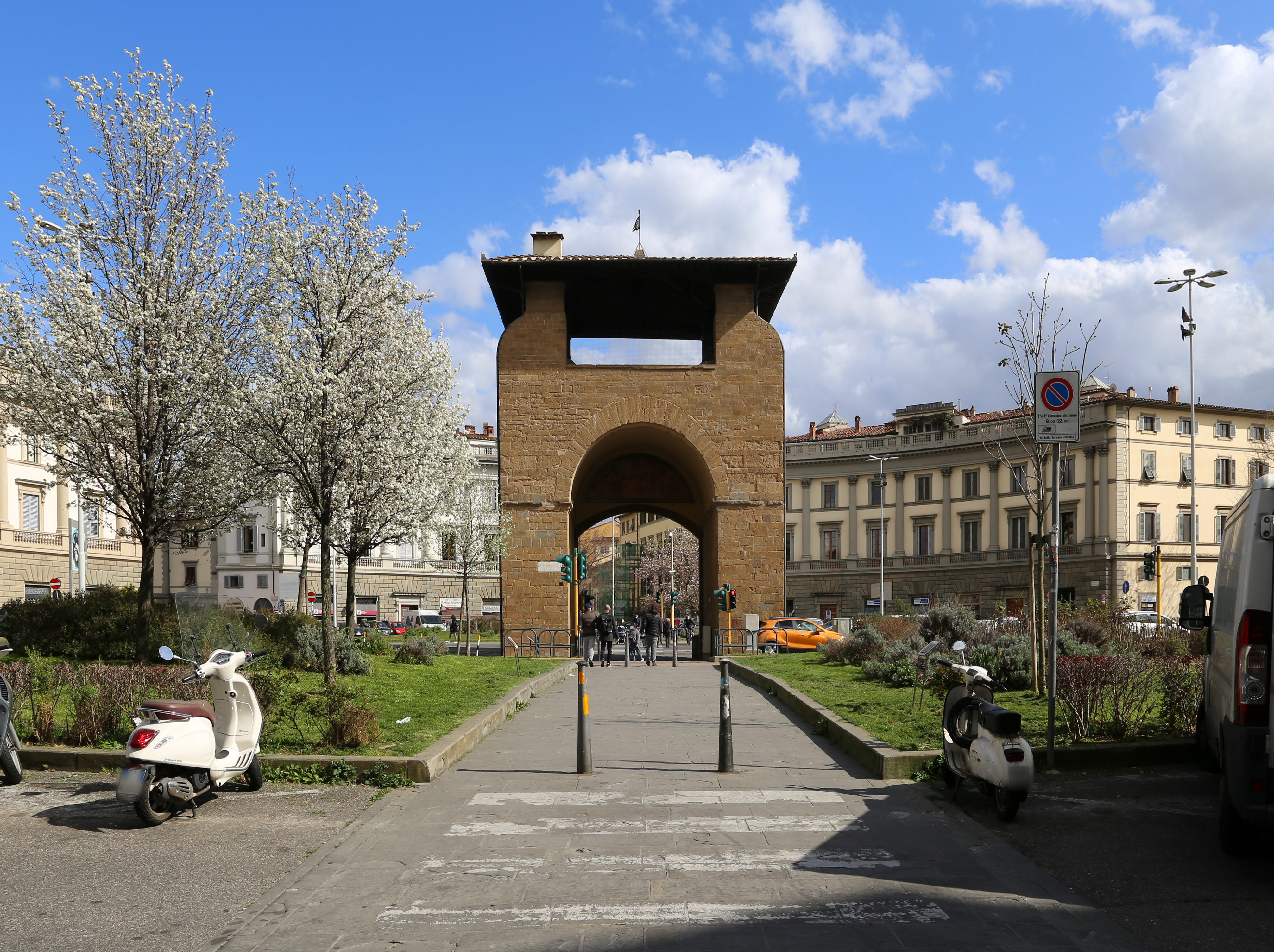
Gli edifici di piazza Beccaria

I viali seguono il percorso delle antiche mura, che vennero demolite a partire dal 1865 secondo il piano urbanistico di Giuseppe Poggi, che doveva dare a Firenze, allora capitale d'Italia, un volto funzionale e moderno, in linea con quello delle altre capitali europee. La serie dei viali alberati di grandi dimensioni che circondavano il centro si ispiravano infatti ai boulevard di Parigi.
Lo scopo dei viali non era solo estetico, né era dettato ancora da esigenze del traffico veicolare. La loro principale funzione fu quella di saldare il tessuto urbano del centro con i nuovi quartieri semicentrali, in chiave di celebrazione della capitale e di decoro borghese.
In corrispondenza delle antiche porte di accesso alle mura, quasi tutte risparmiate, vennero create delle grandi piazze dalle quali si diramavano razionalmente strade ampie e rettilinee, dove sorsero numerose le residenze della borghesia legata all'apparato statale ed alla corte reale da poco trasferitisi in città.
In conformità con il progetto presentato nel 1873 da una commissione comunale per una linea tranviaria con percorso circolare lungo i viali di circonvallazione, la rete tranviaria di Firenze comprendeva la linea 19 seguiva il tragitto Piazza dei Giudici-Viali-Piazza Vittorio Veneto. Dal 31 ottobre 1926 la stessa venne sdoppiata in 19 nero e 19 rosso, a seconda del senso di marcia. Tale rete tranviaria "storica" fu soppressa nel 1958.

## Descrizione
I viali di circonvallazione sono la principale arteria per il traffico tra le zone est e ovest della città: Firenze è infatti stretta a nord e a sud dalle colline, per questo la forma del conglomerato urbano può ricordare quello di una farfalla o una caramella, con una strettoia al centro e due ali più vaste. Fatta esclusione per alcune vie secondarie, non segnalate da cartelli e poco agevoli, o per il tortuoso percorso collinare del viale dei Colli, tutto il traffico cittadino vi finisce per confluire, con notevoli disagi soprattutto nelle ore di punta, nonostante abbiano dalle due alle sei corsie per senso di marcia.
Partendo da ovest, dal ponte alla Vittoria, i viali comprendono:
- Piazza Vittorio Veneto, sulla sponda dell'Arno (recentemente sottoposto a radicali lavori di ristrutturazione)
- Piazzale di Porta al Prato
- Viale Fratelli Rosselli (vi si trovano la torre della Serpe, il nuovo Parco della musica e della cultura e la stazione Leopolda)
- Viale Filippo Strozzi (attorno alla fortezza da Basso)
- Viale Spartaco Lavagnini
- Piazza della Libertà (con la porta San Gallo, l'arco di trionfo e il Parterre)
- Viale Giacomo Matteotti
- Piazzale Donatello (che ruota attorno al Cimitero degli inglesi)
- Viale Antonio Gramsci
- Piazza Cesare Beccaria (con la porta alla Croce, l'archivio di Stato e la sede de La Nazione)
- Da qui i viali si biforcano prima di raggiungere l'Arno:
  - Viale Giovine Italia (con la torre della Zecca)
  - Viale Giovanni Amendola

Da un punto di vista architettonico il concetto generatrice dei viali è un anello carrabile che introduce al vecchio centro cittadino; lo stesso adottato nei primi anni dell'Ottocento in molte capitali Europee come Vienna dove fu creato un "ring" sulle precedenti mura cittadine.
Gli episodi più felici dei viali del Poggi sono sicuramente i piazzali, dove spesso vennero create architetture alla maniera di suggestive quinte architettoniche: piazza della Libertà e piazza Beccaria hanno la forma circolare con edifici nello stesso stile (la prima circondata da portici e con un parco circondato da alberi al centro; la seconda con edifici in stile neoclassico che creano un ovale attorno all'antica porta cittadina); il piazzale Donatello ha al centro la suggestiva "isola dei morti" del Cimitero degli inglesi, che ispirò alcuni artisti come Arnold Böcklin (dopotutto la zona era famosa per la fitta presenza di atelier di pittori e scultori).
Al 2023 sul loro percorso è vietato il traffico ai veicoli Euro 5 e inferiori immatricolati fino al 2011.

## Percorso

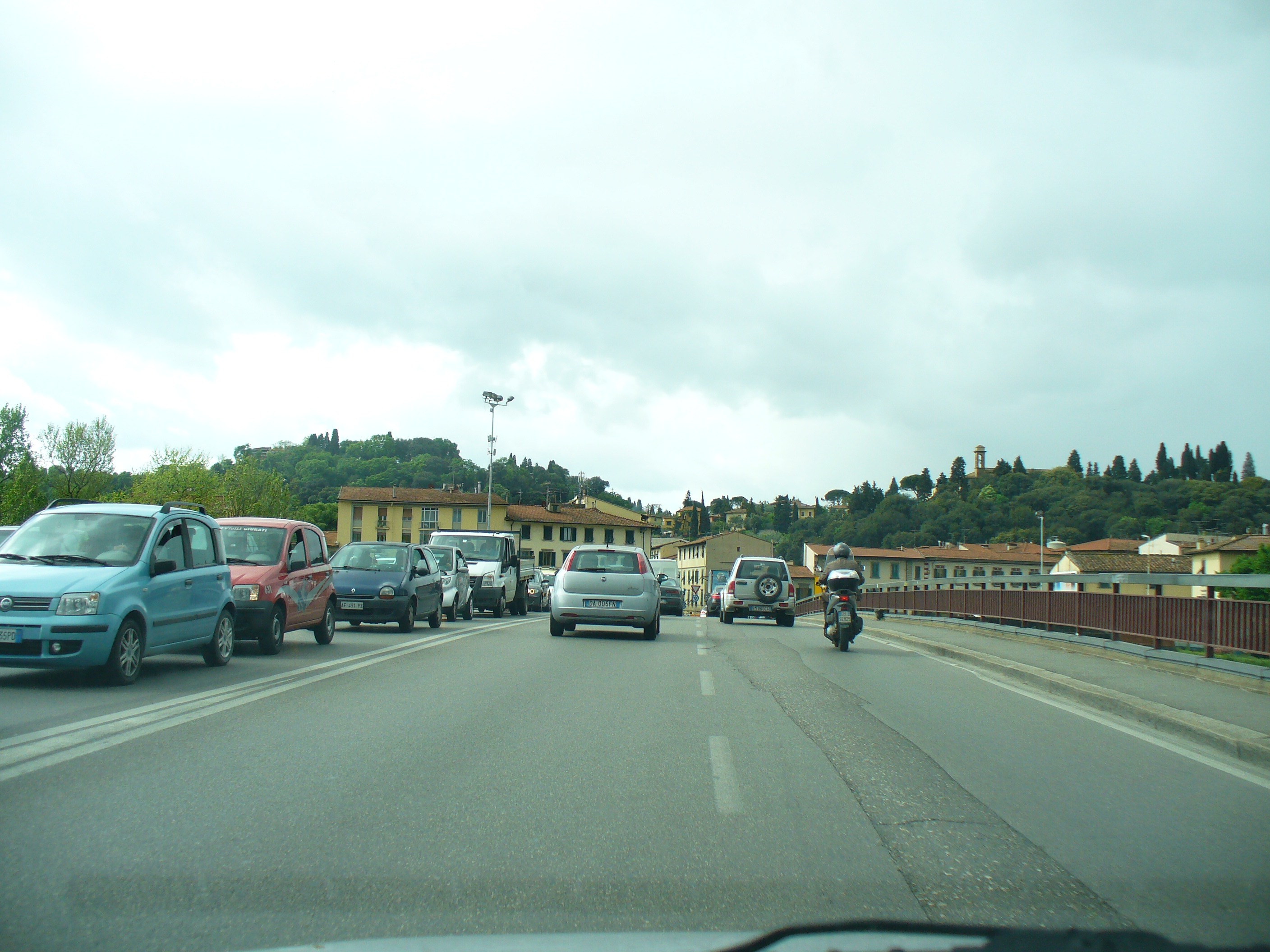
I viali iniziano dal ponte alla Vittoria
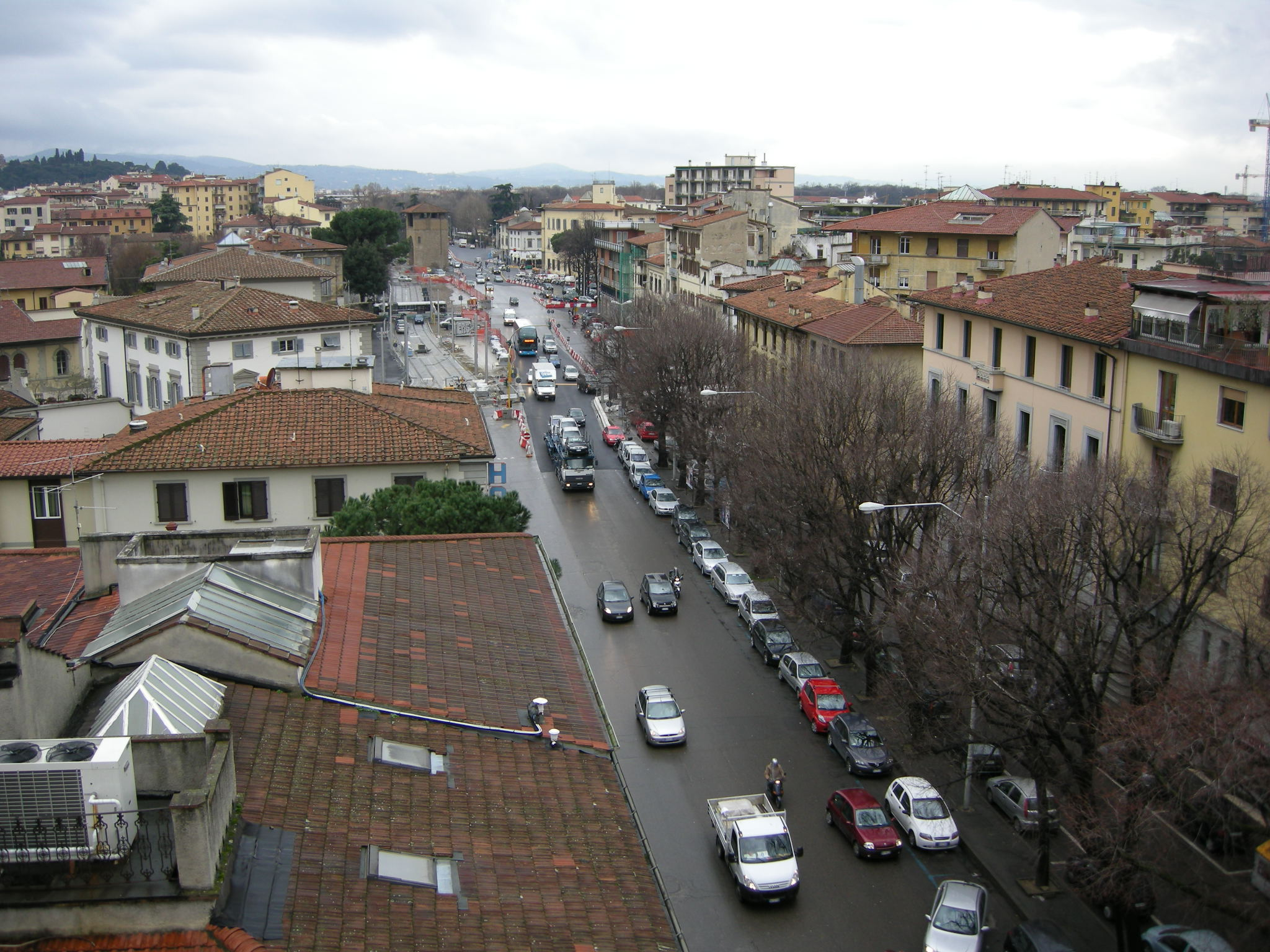
e dopo il sottopasso di piazza Vittorio Veneto si origina viale Fratelli Rosselli
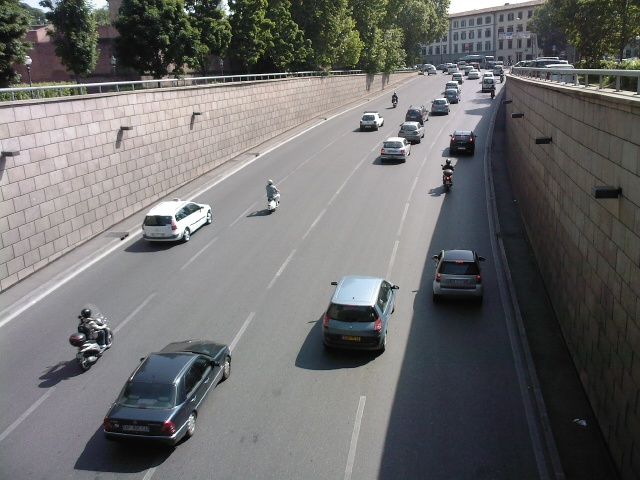
dopo il sottopasso della ferrovia si è in viale Filippo Strozzi
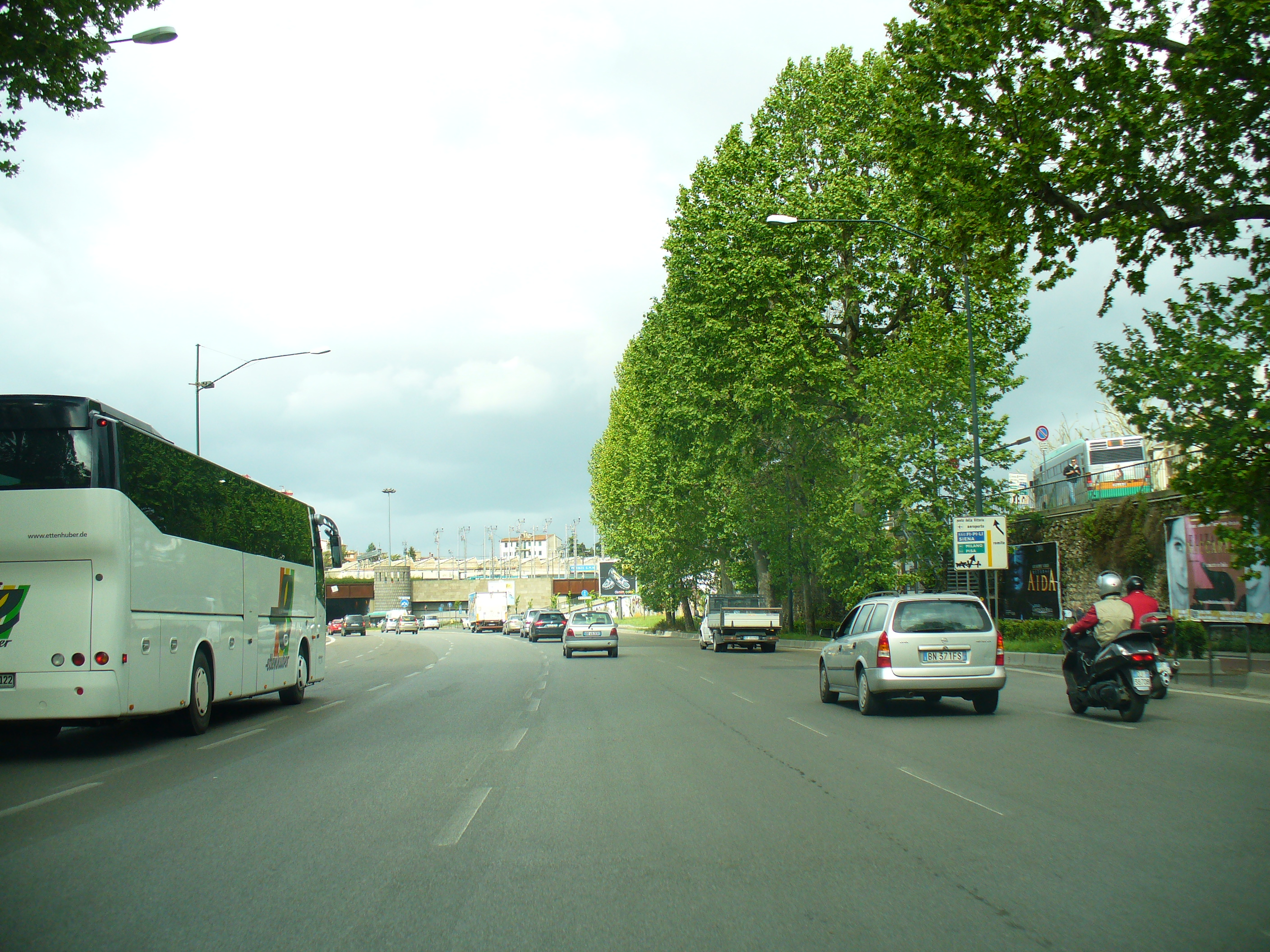
restando su viale Strozzi si costeggia la Fortezza da Basso
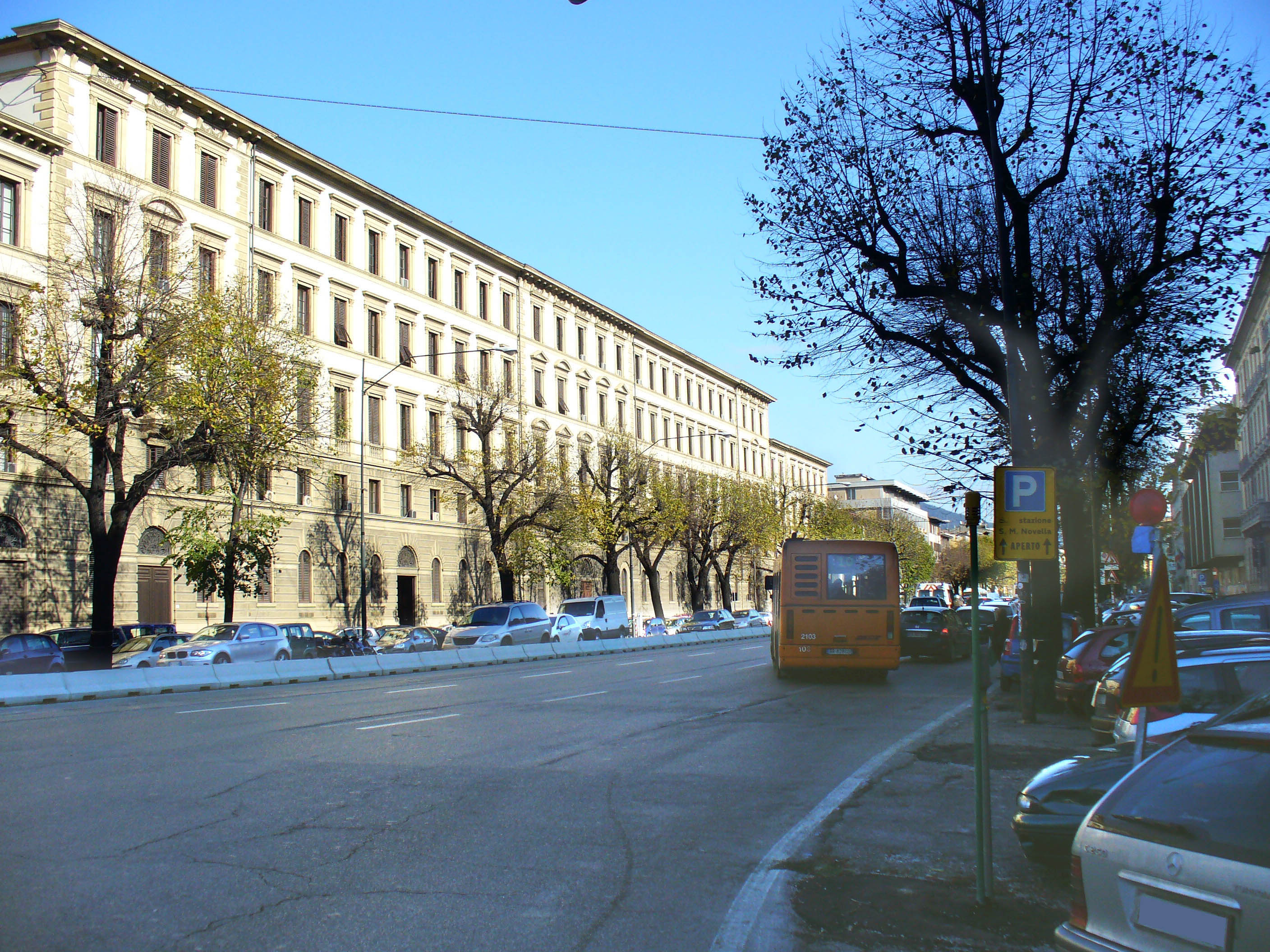
mentre girando a destra ci si immette su viale Spartaco Lavagnini
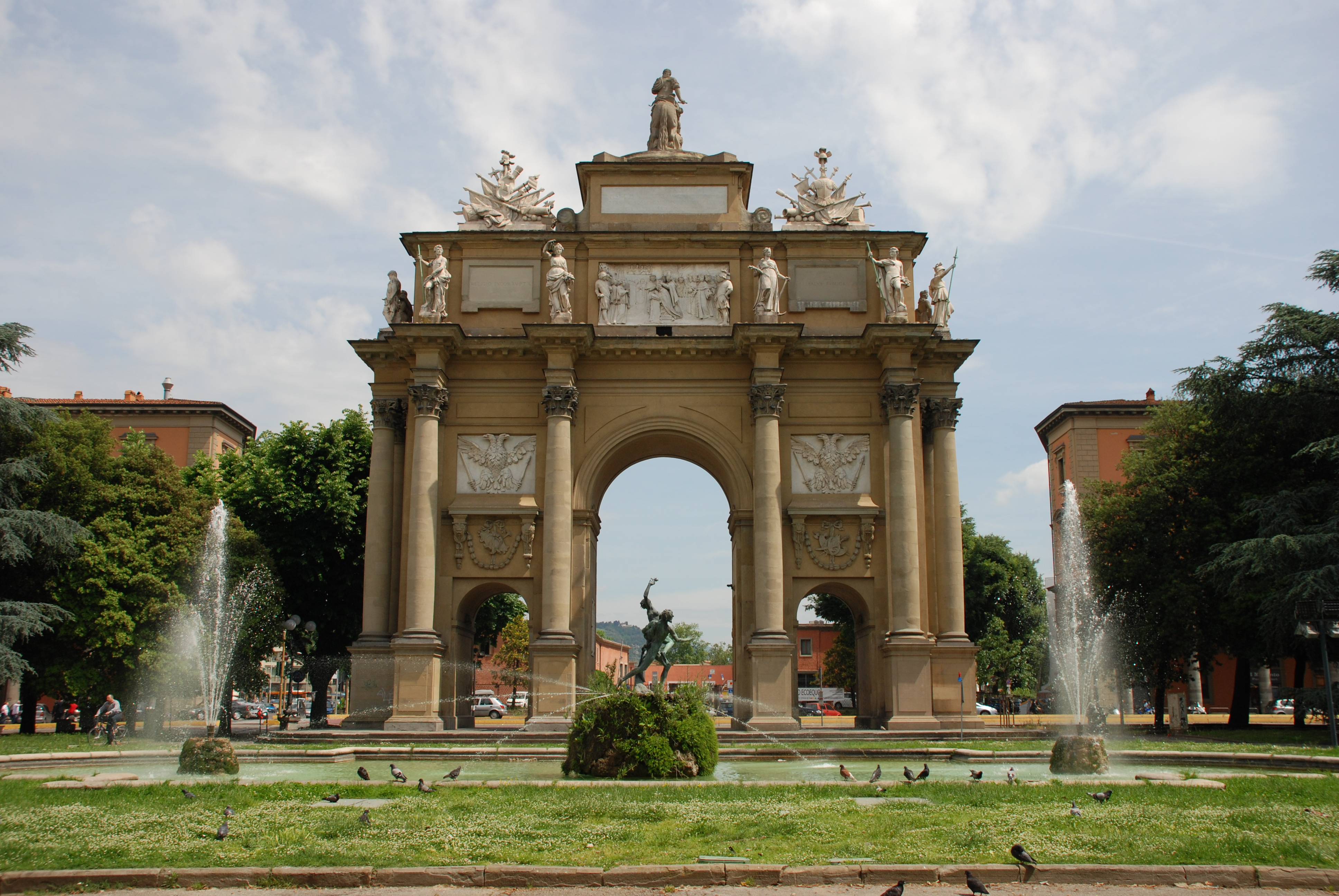
da viale Lavagnini si arriva in piazza della Libertà
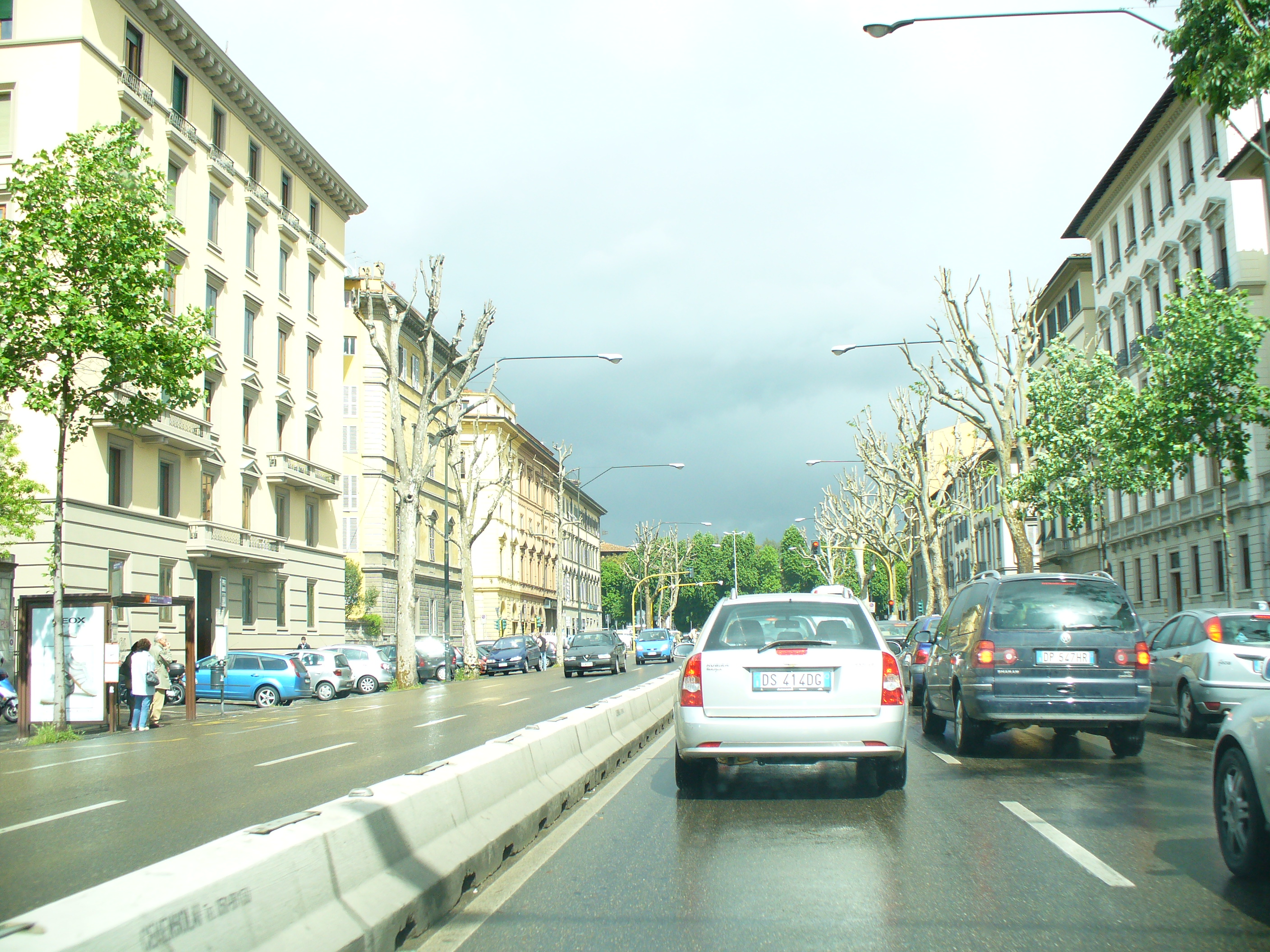
mantenendosi sulla destra entriamo in viale Giacomo Matteotti
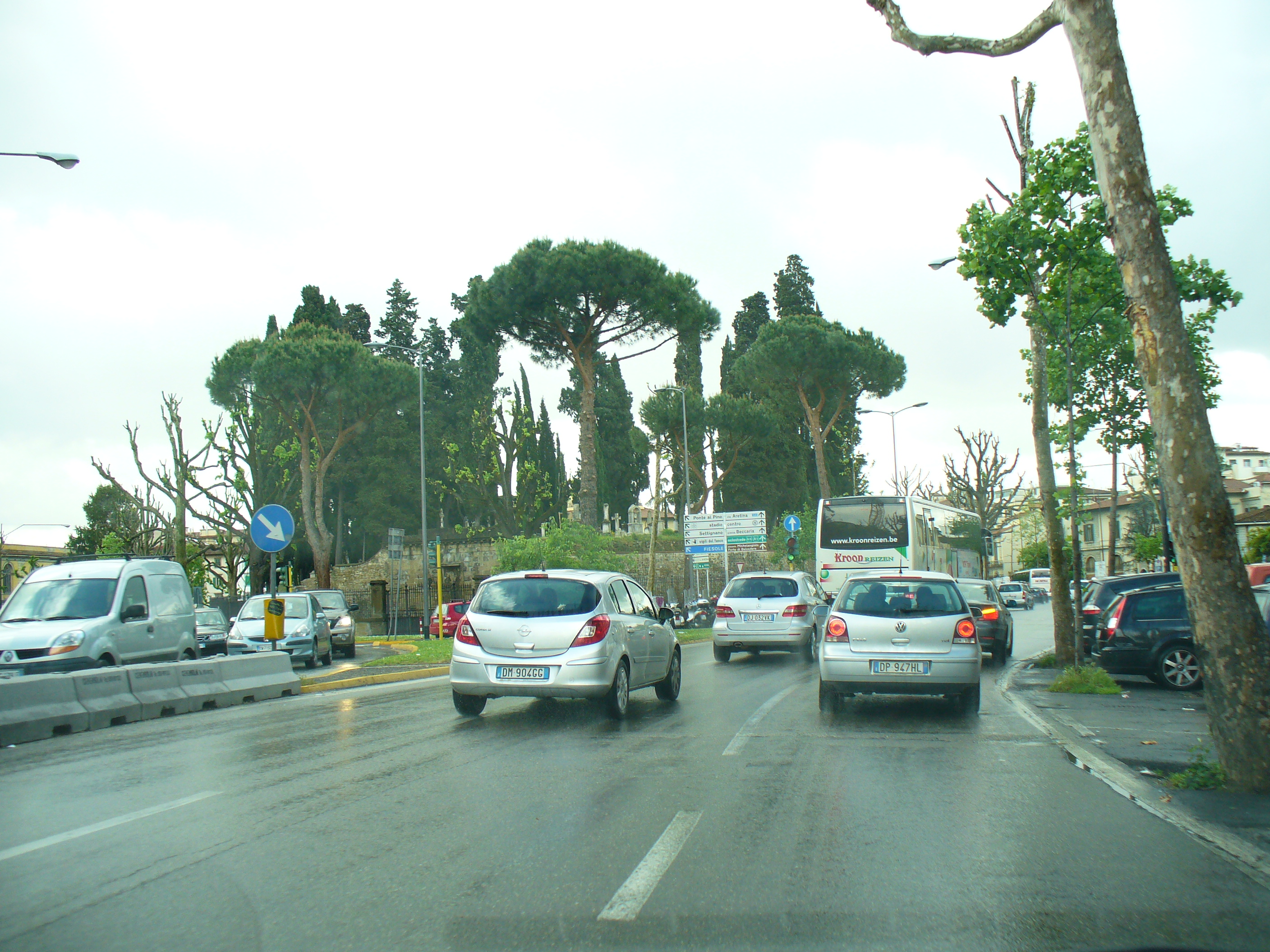
che porta al piazzale Donatello
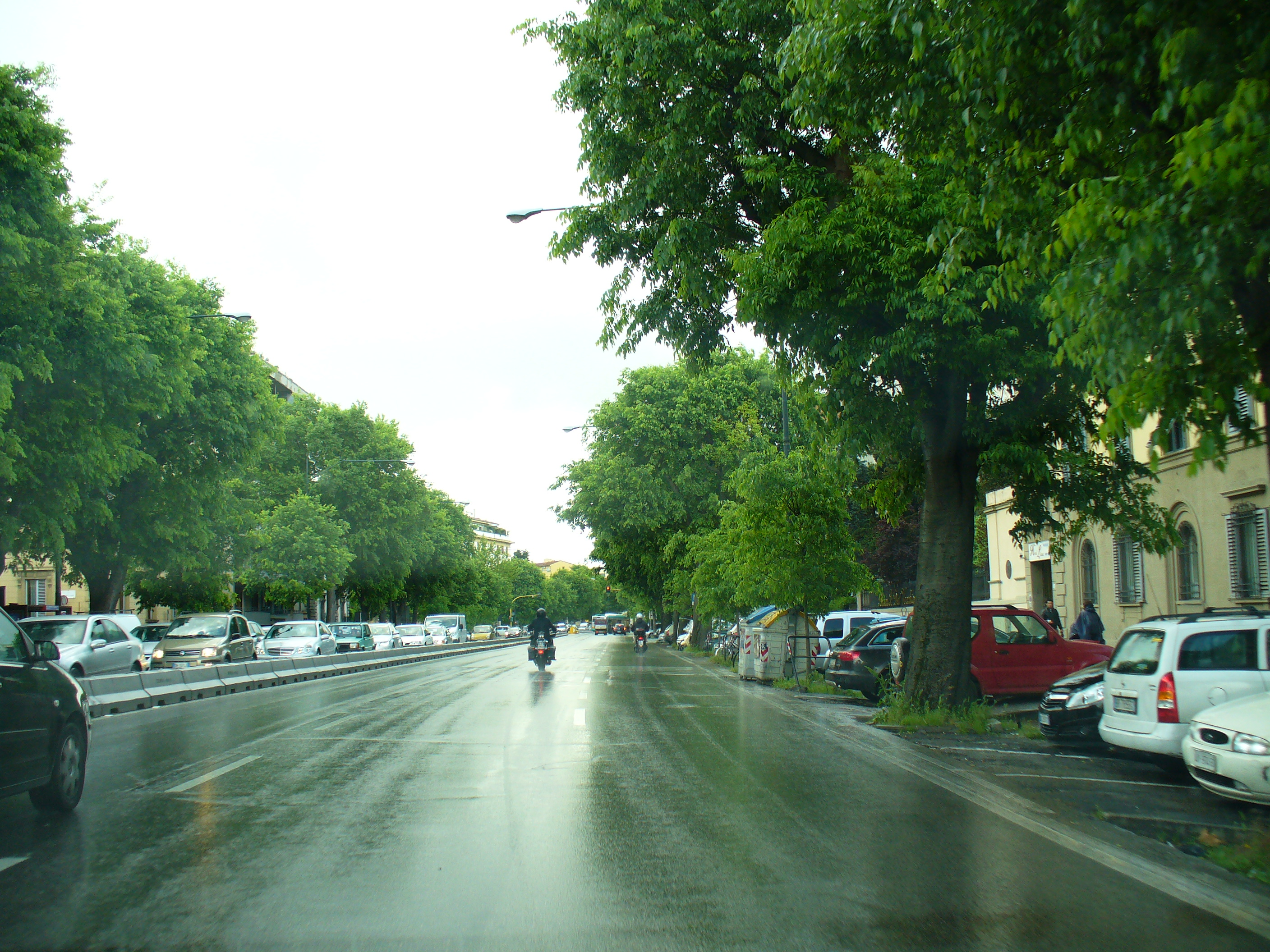
per poi immettersi in viale Antonio Gramsci
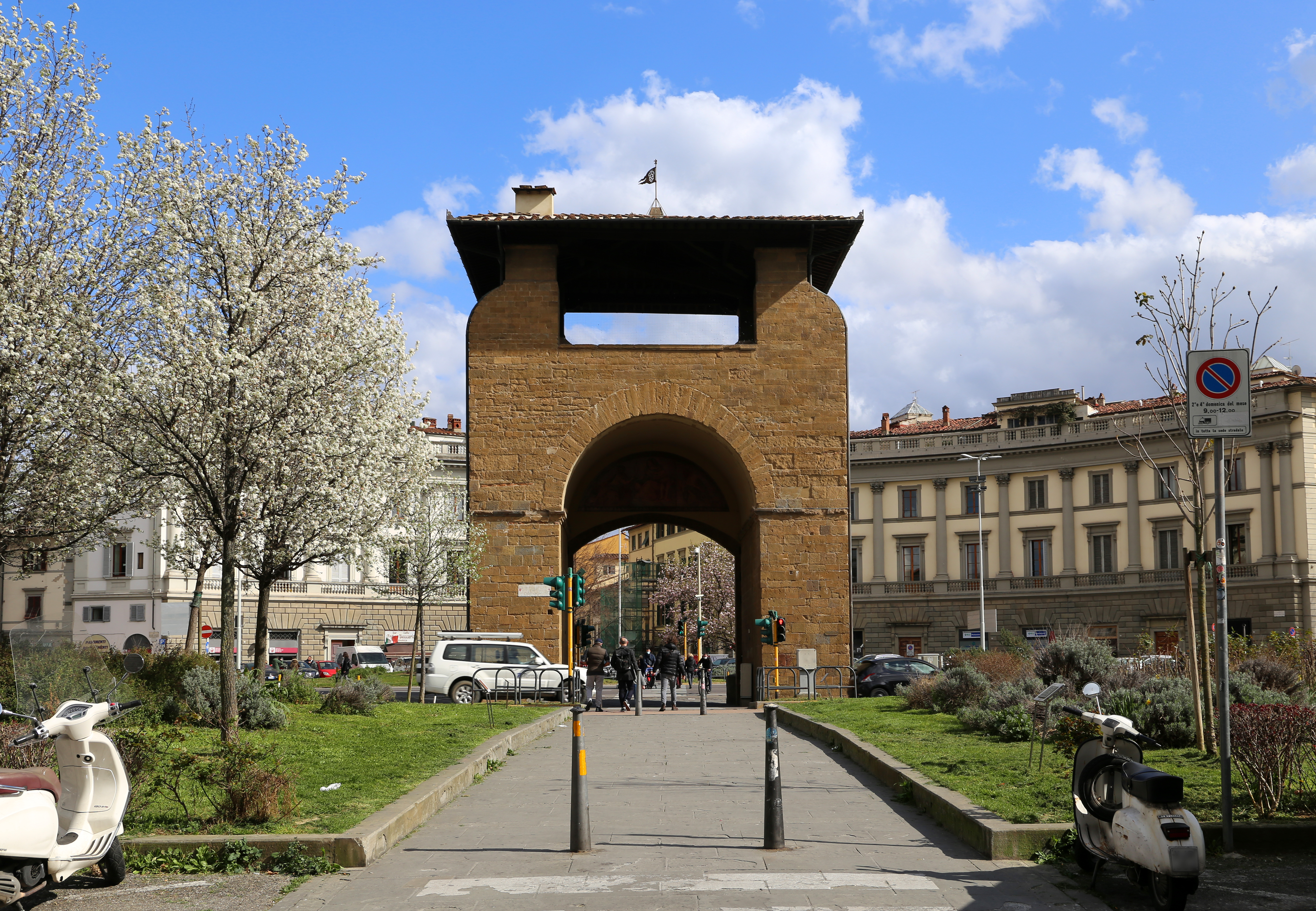
fino a sbucare in piazza Beccaria
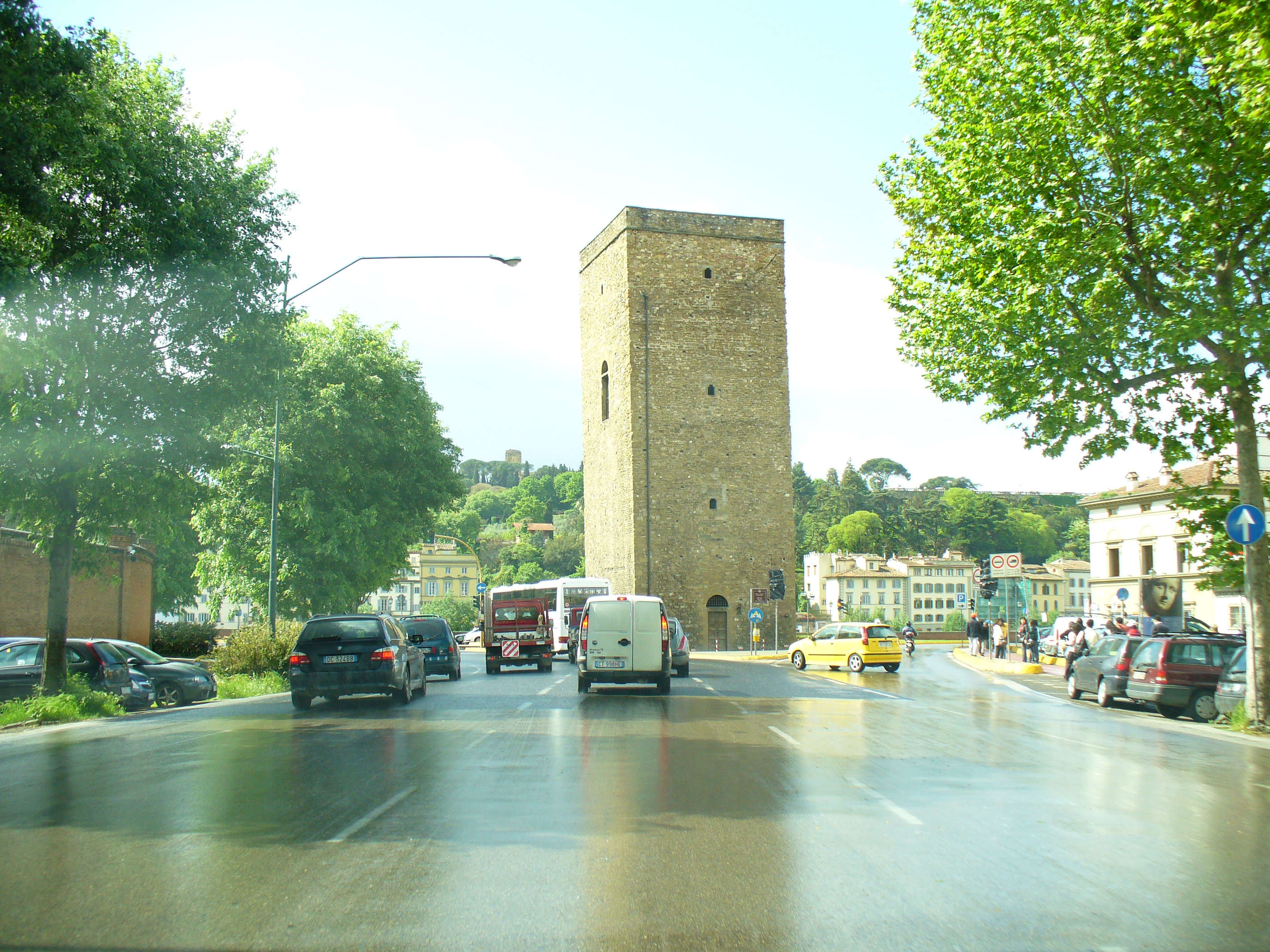
proseguendo dritti si arriva in viale Giovine Italia che costeggia l'archivio di Stato
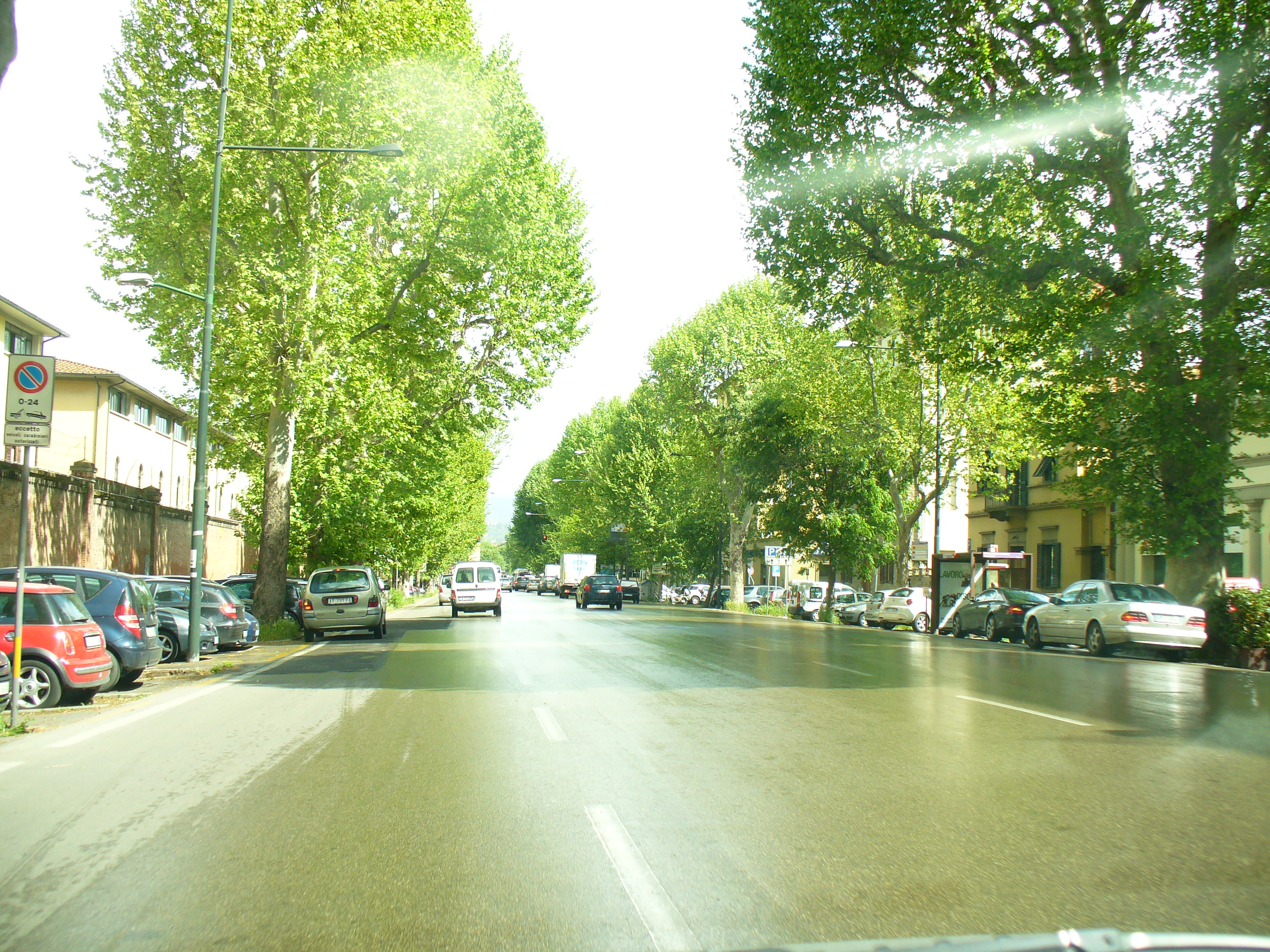
mantenendosi sulla sinistra abbiamo il viale Giovanni Amendola che proseguendo permette di tornare in piazza Beccaria e quindi rifare il percorso in senso opposto.